# 文件 (苹果)
文件是Apple Inc.开发的文件管理应用程序，可以运行在iOS 11以及更高版本iOS设备以及运行iPadOS 的设备。該文件於2017年的全球开发者大会上正式發佈。用户可以在該應用程序上浏览存储在設備其他应用程序中的本地文件以及存储在云存储服务中的文件，例如iCloud、Dropbox、Google Drive和OneDrive。